# Copa da Ásia de Futebol Feminino de 2006
A Copa da Ásia de Futebol Feminino de 2006 foi uma competição organizada pela Confederação Asiática de Futebol (AFC) entre 19 e 30 de julho. Sendo a 15ª edição do torneio.

## Fase de qualificação
Doze selecções participaram na fase de qualificação. Dividida em duas fases da fase de qualificação apuram-se 4 selecções, as quais se juntou a selecção da Austrália como anfitriã, e as quatro melhores qualificadas do torneio anterior.
| Anfitriã - Austrália | Melhores do torneio anterior - Japão - China - Coreia do Sul - Coreia do Norte | Vencedoras da fase de qualificação - Vietnã - Myanmar - Taipé Chinês - Tailândia |

## Fase de grupos

### Group A
| Pos. | Selecção     | Pts | J | V | E | D | GM | GS | SG  |
| ---- | ------------ | --- | - | - | - | - | -- | -- | --- |
| 1    | Japão        | 9   | 3 | 3 | 0 | 0 | 17 | 1  | +16 |
| 2    | China        | 6   | 3 | 2 | 0 | 1 | 4  | 1  | +3  |
| 3    | Vietnã       | 3   | 3 | 1 | 0 | 2 | 1  | 7  | -6  |
| 4    | Taipé Chinês | 0   | 3 | 0 | 0 | 3 | 1  | 14 | -13 |

| 19 de julho | China                | 2 – 0     | Taipé Chinês | Hindmarsh Stadium, Adelaide                 |
| 12:00       | D.Han 11' · W.Pu 64' | Relatório |              | Público: 500 Árbitro: THA Pannipar Kamnueng |

| 19 de julho | Japão                                                   | 5 – 0     | Vietnã | Hindmarsh Stadium, Adelaide                   |
| 14:30       | H.Sawa 39', 52' · M.Sakaguchi 65', 78' · Y.Nagasato 81' | Relatório |        | Público: 500 Árbitro: AUS Tammy Nicole Ogston |

| 21 de julho | Japão | 11 – 1    | Taipé Chinês  | Hindmarsh Stadium, Adelaide           |
| 16:30       | S.Ohno 9' · Y.Nagasato 29', 33', 46', 71', 90+2' · H.Sawa 38', 80' · M.Sakaguchi 48', 89' · M.Yanagita 68' | Relatório | I.L.Hsieh 35' | Público: 200 Árbitro: PRK Hong Sil Ri |

| 21 de julho | Vietnã | 0 – 2     | China           | Hindmarsh Stadium, Adelaide           |
| 19:00       |        | Relatório | X.X.Ma 20', 58' | Público: 300 Árbitro: KOR Eun Ah Hong |

| 23 de julho | China | 0 – 1     | Japão        | Hindmarsh Stadium, Adelaide                     |
| 14:30       |       | Relatório | A.Miyama 18' | Público: 5,000 Árbitro: AUS Tammy Nicole Ogston |

| 23 de julho | Taipé Chinês | 0 – 1     | Vietnã        | Marden Stadium, Adelaide              |
| 14:30       |              | Relatório | V.H. Linh 70' | Público: 200 Árbitro: PRK Hong Sil Ri |

### Grupo B
| Pos. | Selecção        | Pts | J | V | E | D | GM | GS | SG  |
| ---- | --------------- | --- | - | - | - | - | -- | -- | --- |
| 1    | Coreia do Norte | 10  | 4 | 3 | 1 | 0 | 13 | 0  | +13 |
| 2    | Austrália       | 10  | 4 | 3 | 1 | 0 | 11 | 0  | +11 |
| 3    | Coreia do Sul   | 6   | 4 | 2 | 0 | 2 | 14 | 6  | +8  |
| 4    | Tailândia       | 3   | 4 | 1 | 0 | 3 | 2  | 26 | -24 |
| 5    | Myanmar         | 0   | 4 | 0 | 0 | 4 | 2  | 10 | -8  |

| 16 de julho | Myanmar      | 1 – 2     | Tailândia          | Hindmarsh Stadium, Adelaide          |
| 12:00       | M.N.Htwe 60' | Relatório | P.Sornsai 34', 55' | Público: 200 Árbitro: CHN Huijun Niu |

| 16 de julho | Austrália                                                       | 4 – 0     | Coreia do Sul | Hindmarsh Stadium, Adelaide               |
| 14:30       | Sun Nam 30' (g.c.) · S.Walsh 66' · C.Munoz 75' · L.De Vanna 87' | Relatório |               | Público: 3,000 Árbitro: IND Bentla D'Coth |

| 18 de julho | Tailândia | 0 – 9     | Coreia do Norte                                                                                    | Hindmarsh Stadium, Adelaide           |
| 12:00       |           | Relatório | Ri K Suk 8', 34' · Kim T.S. 36', 73' · Kim Y.A. 67', 87' · Ri U.S. 31' · Ho S.H. 43' · Jo Y.M. 59' | Público: 200 Árbitro: JPN Mayumi Oiwa |

| 18 de julho | Myanmar | 0 – 2     | Austrália                      | Hindmarsh Stadium, Adelaide                |
| 14:30       |         | Relatório | S.Shipard 31' · L.De Vanna 77' | Público: 2,000 Árbitro: CHN Dongqing Zhang |

| 20 de julho | Coreia do Norte                | 3 – 0     | Myanmar | Hindmarsh Stadium, Adelaide             |
| 12:00       | Ri U.S. 23', 37' · Ri U.G. 85' | Relatório |         | Público: 150 Árbitro: IND Bentla D'Coth |

| 20 de julho | Coreia do Sul                                                                                      | 11 – 0    | Tailândia | Hindmarsh Stadium, Adelaide          |
| 14:30       | Yun Hee 30', 44' · Jung Suk 39', 50', 71', 80', 83', 86' · Joo Hee 42' · Jin Hee 69' · Sey Hwa 87' | Relatório |           | Público: 200 Árbitro: CHN Huijun Niu |

| 22 de julho | Coreia do Sul                           | 3 – 1     | Myanmar        | Hindmarsh Stadium, Adelaide              |
| 16:30       | Joo Hee 7' · Suk Hee 35' · Jung Suk 64' | Relatório | A.N.Hlaing 90' | Público: 500 Árbitro: CHN Dongqing Zhang |

| 22 de julho | Austrália | 0 – 0     | Coreia do Norte | Hindmarsh Stadium, Adelaide             |
| 19:00       |           | Relatório |                 | Público: 4,000 Árbitro: JPN Mayumi Oiwa |

| 24 de julho | Tailândia | 0 – 5     | Austrália                                                                 | Marden Stadium, Adelaide              |
| 14:30       |           | Relatório | A.Ferguson 3' · J.Burgess 27' · S.Walsh 53' · K.Gill 62' · L.De Vanna 81' | Público: 400 Árbitro: KOR Eun Ah Hong |

| 24 de julho | Coreia do Norte | 1 – 0     | Coreia do Sul | Hindmarsh Stadium, Adelaide                 |
| 14:30       | Kim Y.A. 76'    | Relatório |               | Público: 300 Árbitro: THA Pannipar Kamnueng |

## Fases finais
|  | Semifinais      | Semifinais  |       |                 | Final          | Final |  |
|  |                 |             |       |                 |                |       |  |
|  | 27 de julho     |             |       |                 |                |       |  |
|  | China           | 1           |       |                 |                |       |  |
|  | Coreia do Norte | 0           |       |                 |                |       |  |
|  |                 |             |       |                 |                |       |  |
|  |                 |             |       |                 | 30 de julho    |       |  |
|  |                 |             |       |                 | China          | 2 (4) |  |
|  |                 | Austrália   | 2 (2) |                 |                |       |  |
|  |                 |             |       |                 |                |       |  |
|  |                 |             |       |                 |                |       |  |
|  |                 |             |       |                 | Terceiro lugar |       |  |
|  | 27 de julho     | 27 de julho |       | 30 de julho     | 30 de julho    |       |  |
|  | Austrália       | 2           |       | Coreia do Norte | 3              |       |  |
|  | Japão           | 0           |       |                 | Japão          | 2     |  |

### Semifinais
As vencedores qualificaram-se para o Copa do Mundo de Futebol Feminino de 2007.
| 27 de julho | Austrália                    | 2 – 0     | Japão | Hindmarsh Stadium, Adelaide                 |
| 16:30       | C. Munoz 10' · J. Peters 45' | Relatório |       | Público: 4,000 Árbitro: SWE Jenny Palmqvist |

| 27 de julho | China         | 1 – 0     | Coreia do Norte | Hindmarsh Stadium, Adelaide              |
| 19:30       | Ma Xiaoxu 58' | Relatório |                 | Público: 1,000 Árbitro: ITA Anna De Toni |

### Terceiro lugar
| 30 de julho | Japão                         | 2 – 3     | Coreia do Norte                | Hindmarsh Stadium, Adelaide              |
| 12:30       | K. Ando 43' · Y. Nagasato 89' | Relatório | Ri U.S. 23' · Ri U.G. 33', 39' | Público: 1,200 Árbitro: AUS Tammy Ogston |

### Final
| 30 de julho | Austrália                  | 2 – 2 (pro) | China                  | Hindmarsh Stadium, Adelaide             |
| 15:30       | C.Munoz 29' · J.Peters 33' | Relatório   | D.Han 68' · X.X.Ma 73' | Público: 5,000 Árbitro: JPN Mayumi Oiwa |

|                                          |       | Penalidades            |  |
| C.McCallum S.Shipard J.Peters A.Ferguson | 2 – 4 | X.X.Ma Y.Bi J.Li D.Han |  |

## Premiações

### Campeã
| Copa da Ásia de Futebol Feminino 2006 |
| China                                 |
| ------------------------------------- |
| CHINA Campeã (8º título)              |

### Individuais
| Jogadora mais valiosa | Melhor marcadora       | Fair Play |
| --------------------- | ---------------------- | --------- |
| Ma Xiaoxu             | Yuki Nagasato Jung Suk | China     |